# Seznam vlajek subjektů Ruské federace

Ruská vlajka
Poměr stran: 2:3

Seznam vlajek subjektů Ruské federace představuje přehled všech vlajek 83 (po anexi Krymu 85) federálních subjektů Ruské federace – republik, krajů, oblastí, federálních měst, autonomních oblasti a okruhů. Každý z nich má svou vlastní vlajku a znak.

## Panorama
Kategorie subjektů (po anexi Krymu):

## Současné federální subjekty

### Republiky
Vlajky republik Ruské federace:
| Umístění | Vlajka | Poměr | Územní celek / článek o vlajce                     | Oficiální název                |
| -------- | ------ | ----- | -------------------------------------------------- | ------------------------------ |
|          |        | 1:2   | Adygejsko Adygejská vlajka                         | Adygejská republika            |
|          |        | 1:2   | Altaj Vlajka Altajské republiky                    | Altajská republika             |
|          |        | 2:3   | Baškortostán Vlajka Baškortostánu                  | Republika Baškortostán         |
|          |        | 1:2   | Burjatsko Burjatská vlajka                         | Republika Burjatsko            |
|          |        | 2:3   | Čečensko Čečenská vlajka                           | Čečenská republika             |
|          |        | 5:8   | Čuvašsko Čuvašská vlajka                           | Čuvašská republika             |
|          |        | 2:3   | Dagestán Dagestánská vlajka                        | Republika Dagestán             |
|          |        | 1:2   | Chakasie Chakaská vlajka                           | Chakaská republika             |
|          |        | 2:3   | Ingušsko Ingušská vlajka                           | Republika Ingušsko             |
|          |        | 2:3   | Kabardsko-Balkarsko Kabardsko-balkarská vlajka     | Kabardsko-balkarská republika  |
|          |        | 1:2   | Kalmycko Kalmycká vlajka                           | Kalmycká republika             |
|          |        | 1:2   | Karačajsko-Čerkesko Karačajsko-čerkeská vlajka     | Karačajsko-čerkeská republika  |
|          |        | 2:3   | Karélie Karelská vlajka                            | Republika Karélie              |
|          |        | 2:3   | Komi Komijská vlajka                               | Republika Komi                 |
|          |        | 1:2   | Krym Krymská vlajka                                | Republika Krym                 |
|          |        | 2:3   | Marijsko Marijská vlajka                           |                                |
|          |        | 2:3   | Mordvinsko Mordvinská vlajka                       |                                |
|          |        | 1:2   | Sacha (Jakutsko) Vlajka Sachy                      | Republika Sacha (Jakutsko)     |
|          |        | 2:3   | Severní Osetie-Alanie Vlajka Severní Osetie-Alanie | Severoosetská republika-Alanie |
|          |        | 1:2   | Tatarstán Vlajka Tatarstánu                        | Republika Tatarstán            |
|          |        | 2:3   | Tuva Tuvinská vlajka                               | Tuvinská republika             |
|          |        | 1:2   | Udmurtsko Udmurtská vlajka                         | Udmurtská republika            |

### Kraje
Vlajky krajů Ruské federace:
| Umístění | Vlajka | Poměr | Územní celek / článek o vlajce                |
| -------- | ------ | ----- | --------------------------------------------- |
|          |        | 1:2   | Altajský kraj Vlajka Altajského kraje         |
|          |        | 2:3   | Chabarovský kraj Vlajka Chabarovského kraje   |
|          |        | 2:3   | Kamčatský kraj Vlajka Kamčatského kraje       |
|          |        | 2:3   | Krasnodarský kraj Vlajka Krasnodarského kraje |
|          |        | 2:3   | Krasnojarský kraj Vlajka Krasnojarského kraje |
|          |        | 2:3   | Permský kraj Vlajka Permského kraje           |
|          |        | 2:3   | Přímořský kraj Vlajka Přímořského kraje       |
|          |        | 2:3   | Stavropolský kraj Vlajka Stavropolského kraje |
|          |        | 2:3   | Zabajkalský kraj Vlajka Zabajkalského kraje   |

### Oblasti
Vlajky oblastí Ruské federace:
| Umístění | Vlajka | Poměr | Územní celek / článek o vlajce                          |
| -------- | ------ | ----- | ------------------------------------------------------- |
|          |        | 2:3   | Amurská oblast Vlajka Amurské oblasti                   |
|          |        | 2:3   | Archangelská oblast Vlajka Archangelské oblasti         |
|          |        | 2:3   | Astrachaňská oblast Vlajka Astrachaňské oblasti         |
|          |        | 2:3   | Bělgorodská oblast Vlajka Bělgorodské oblasti           |
|          |        | 2:3   | Brjanská oblast Vlajka Brjanské oblasti                 |
|          |        | 2:3   | Čeljabinská oblast Vlajka Čeljabinské oblasti           |
|          |        | 2:3   | Irkutská oblast Vlajka Irkutské oblasti                 |
|          |        | 2:3   | Ivanovská oblast Vlajka Ivanovské oblasti               |
|          |        | 2:3   | Jaroslavská oblast Vlajka Jaroslavské oblasti           |
|          |        | 2:3   | Kaliningradská oblast Vlajka Kaliningradské oblasti     |
|          |        | 2:3   | Kalužská oblast Vlajka Kalužské oblasti                 |
|          |        | 2:3   | Kemerovská oblast Vlajka Kemerovské oblasti             |
|          |        | 2:3   | Kirovská oblast Vlajka Kirovské oblasti                 |
|          |        | 2:3   | Kostromská oblast Vlajka Kostromské oblasti             |
|          |        | 1:2   | Kurganská oblast Vlajka Kurganské oblasti               |
|          |        | 2:3   | Kurská oblast Vlajka Kurské oblasti                     |
|          |        | 2:3   | Leningradská oblast Vlajka Leningradské oblasti         |
|          |        | 2:3   | Lipecká oblast Vlajka Lipecké oblasti                   |
|          |        | 2:3   | Magadanská oblast Vlajka Magadanské oblasti             |
|          |        | 2:3   | Moskevská oblast Vlajka Moskevské oblasti               |
|          |        | 2:3   | Murmanská oblast Vlajka Murmanské oblasti               |
|          |        | 2:3   | Nižněnovgorodská oblast Vlajka Nižněnovgorodské oblasti |
|          |        | 2:3   | Novgorodská oblast Vlajka Novgorodské oblasti           |
|          |        | 2:3   | Novosibirská oblast Vlajka Novosibirské oblasti         |
|          |        | 2:3   | Omská oblast Vlajka Omské oblasti                       |
|          |        | 2:3   | Orelská oblast Vlajka Orelské oblasti                   |
|          |        | 2:3   | Orenburská oblast Vlajka Orenburské oblasti             |
|          |        | 2:3   | Penzenská oblast Vlajka Penzenské oblasti               |
|          |        | 2:3   | Pskovská oblast Vlajka Pskovské oblasti                 |
|          |        | 2:3   | Rjazaňská oblast Vlajka Rjazaňské oblasti               |
|          |        | 2:3   | Rostovská oblast Vlajka Rostovské oblasti               |
|          |        | 2:3   | Sachalinská oblast Vlajka Sachalinské oblasti           |
|          |        | 2:3   | Samarská oblast Vlajka Samarské oblasti                 |
|          |        | 2:3   | Saratovská oblast Vlajka Saratovské oblasti             |
|          |        | 2:3   | Smolenská oblast Vlajka Smolenské oblasti               |
|          |        | 2:3   | Sverdlovská oblast Vlajka Sverdlovské oblasti           |
|          |        | 2:3   | Tambovská oblast Vlajka Tambovské oblasti               |
|          |        | 2:3   | Tomská oblast Vlajka Tomské oblasti                     |
|          |        | 2:3   | Tulská oblast Vlajka Tulské oblasti                     |
|          |        | 2:3   | Tverská oblast Vlajka Tverské oblasti                   |
|          |        | 2:3   | Ťumeňská oblast Vlajka Ťumeňské oblasti                 |
|          |        | 2:3   | Uljanovská oblast Vlajka Uljanovské oblasti             |
|          |        | 2:3   | Vladimirská oblast Vlajka Vladimirské oblasti           |
|          |        | 2:3   | Volgogradská oblast Vlajka Volgogradské oblasti         |
|          |        | 2:3   | Vologdská oblast Vlajka Vologdské oblasti               |
|          |        | 2:3   | Voroněžská oblast Vlajka Voroněžské oblasti             |

### Federální města
Vlajky federálních měst Ruské federace:
| Umístění | Vlajka | Poměr | Územní celek / článek o vlajce |
| -------- | ------ | ----- | ------------------------------ |
|          |        | 2:3   | Moskva Vlajka Moskvy           |
|          |        | 2:3   | Petrohrad Vlajka Petrohradu    |
|          |        | 2:3   | Sevastopol Vlajka Sevastopolu  |

### Autonomní oblast
Vlajky autonomních oblastí Ruské federace:
| Umístění | Vlajka | Poměr | Územní celek / článek o vlajce                              |
| -------- | ------ | ----- | ----------------------------------------------------------- |
|          |        | 2:3   | Židovská autonomní oblast Vlajka Židovské autonomní oblasti |

### Autonomní okruhy
Vlajky autonomních okruhů Ruské federace:
| Umístění | Vlajka | Poměr | Územní celek / článek o vlajce                                                              | Poznámka                          |
| -------- | ------ | ----- | ------------------------------------------------------------------------------------------- | --------------------------------- |
|          |        | 2:3   | Čukotský autonomní okruh Vlajka Čukotského autonomního okruhu                               | Samosprávný subjekt               |
|          |        | 1:2   | Chantymansijský autonomní okruh – Jugra Vlajka Chantymansijského autonomního okruhu – Jugry | Spravováno z Ťumeňské oblasti     |
|          |        | 2:3   | Jamalo-něnecký autonomní okruh Vlajka Jamalo-něneckého autonomního okruhu                   | Spravováno z Ťumeňské oblasti     |
|          |        | 2:3   | Něnecký autonomní okruh Vlajka Něneckého autonomního okruhu                                 | Spravováno z Archangelské oblasti |

## Zaniklé federální subjekty
Uvedeny pouze subjekty Ruské federace, které získaly vlajku po rozpadu Sovětského svazu a poté zanikly (sloučily se s jiným subjektem).
| Umístění       | Vlajka | Poměr | Územní celek / článek o vlajce                                                            | Poznámka ke sloučení |
| -------------- | ------ | ----- | ----------------------------------------------------------------------------------------- | --- |
|                |        | 2:3   | Aginský burjatský autonomní okruh Vlajka Aginského burjatského autonomního okruhu         | Po sloučení s Čitskou oblastí v roce 2008 vznikl Zabajkalský kraj                                                                       |
|                |        | 2:3   | Čitská oblast viz Vlajka Zabajkalského kraje                                              | Po sloučení s Aginským burjatským autonomním okruhem v roce 2008 vznikl Zabajkalský kraj, který užívá stejnou vlajku jako Čitská oblast |
|                |        | 2:3   | Evencký autonomní okruh Vlajka Evenckého autonomního okruhu                               | V roce 2007 byl (společně s Tajmyrským autonomním okruhem) spojen s Krasnojarským krajem                                                |
|                |        | 2:3   | Kamčatská oblast viz Vlajka Kamčatského kraje                                             | Po sloučení s Korjackým autonomním okruhem v roce 2007 vznikl Kamčatský kraj                                                            |
|                |        | 1:2   | Komi-Permjacký autonomní okruh Vlajka Komi-Permjackého autonomního okruhu                 | Po sloučení s Permskou oblasti v roce 2005 vznikl Permský kraj                                                                          |
|                |        | 2:3   | Korjacký autonomní okruh Vlajka Korjackého autonomního okruhu                             | Po sloučení s Kamčatskou oblastí v roce 2007 vznikl Kamčatský kraj                                                                      |
| Permská oblast |        | 2:3   | Permská oblast viz Vlajka Permského kraje                                                 | Po sloučení s Komi-Permjackým autonomním okruhem v roce 2005 vznikl Permský kraj, který užívá stejnou vlajku jako Permská oblast        |
|                |        | 2:3   | Tajmyrský autonomní okruh Vlajka Tajmyrského autonomního okruhu                           | V roce 2007 byl (společně s Evenckým autonomním okruhem) sloučen s Krasnojarským krajem                                                 |
|                |        | 2:3   | Usťordynský burjatský autonomní okruh Vlajka Usťordynského burjatského autonomního okruhu | V roce 2008 byl sloučen s Irkutskou oblastí                                                                                             |

## Subjekty po anexi části Ukrajiny
Kromě připojení Republiky Krym a federálního města Sevastopol v roce 2014 byly při probíhající ruské invazi na Ukrajinu formálně připojeny k Ruské federaci další čtyři ukrajinské oblasti. 30. září 2022 byly při ceremoniálu v Kremlu, při které ruský prezident Vladimir Putin vyhlašoval anexi těchto území, vyvěšeny vlajky nových regionů.
- Doněcká oblast – viz vlajka Doněcké lidové republiky
- Chersonská oblast – viz vlajka Chersonské oblasti, jediná shodná s původní
- Luhanská oblast – viz vlajka Luhanské lidové republiky
- Záporožská oblast – nová, zeleno-červená vlajka, užívaná ruskou okupační vládou[4]

Tyto nové regiony nebyly, stejně jako Krym a Sevastopol, mezinárodně uznány. Nejsou ani určeny hranice, po ofenzivě byly části těchto území, v den vyhlášeni, pod kontrolou ukrajinské armády.

Vlajka Doněcké lidové republiky Poměr stran: 2:3
Vlajka Chersonské oblasti Poměr stran: 2:3
Vlajka Luhanské lidové republiky Poměr stran: 2:3
Vlajka okupační správy Záporožské oblasti Poměr stran: 2:3